# Foucherans (Jura)
Foucherans is een gemeente in het Franse departement Jura (regio Bourgogne-Franche-Comté). De plaats maakt deel uit van het arrondissement Dole. Foucherans telde op 1 januari 2022 2.286 inwoners. 

## Geografie
De oppervlakte van Foucherans bedroeg op 1 januari 2022 7,7 vierkante kilometer; de bevolkingsdichtheid was toen 296,9 inwoners per km².

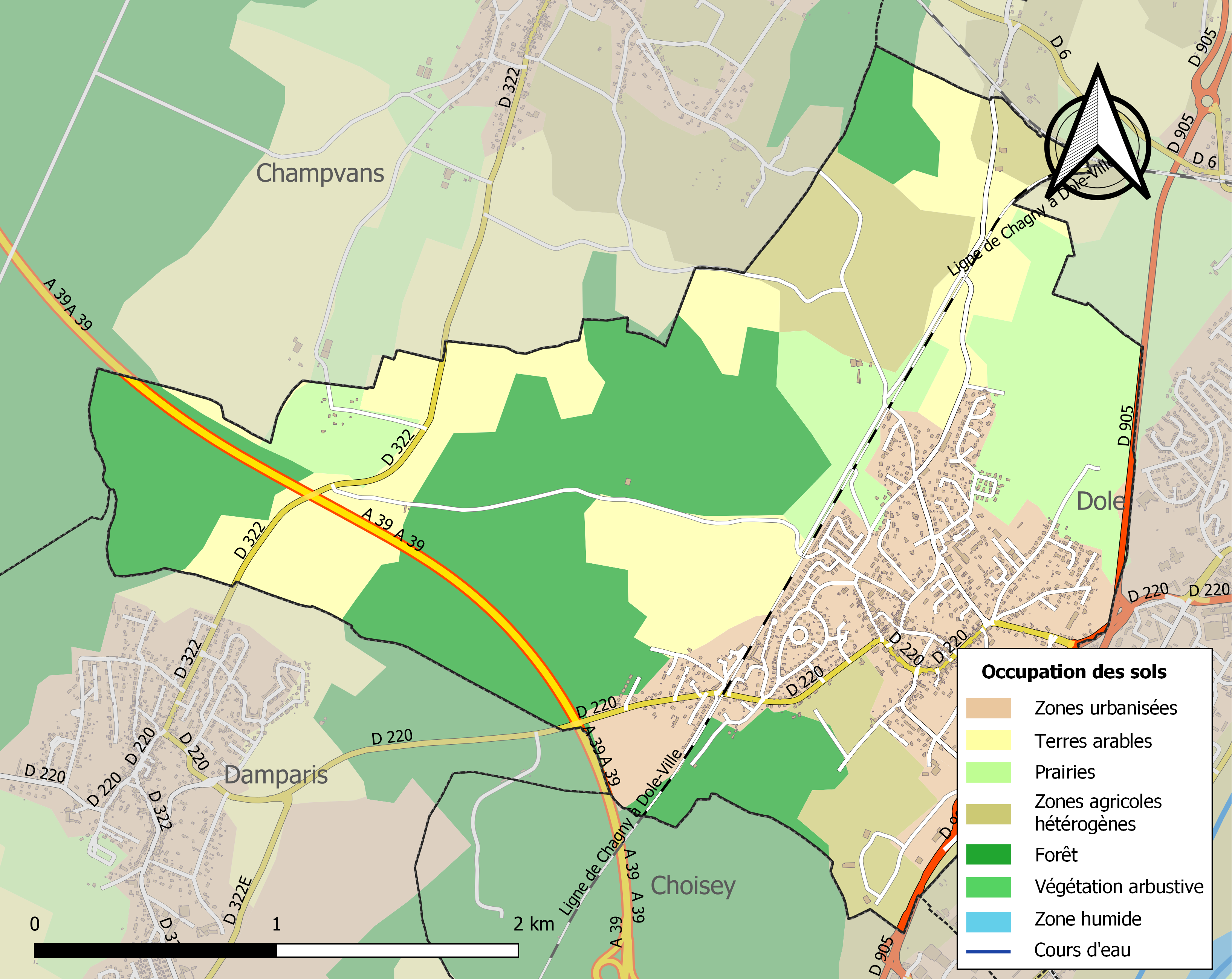
Kaart van de gemeente met de belangrijkste infrastructuur, bodemgebruik en omliggende gemeenten

## Demografie
Onderstaande figuur toont het verloop van het inwonertal (bron: INSEE-tellingen).